# Кшиштоф Ходоровський
Кшиштоф Станіслав Ходоровський гербу Корчак (пол. Krzysztof Stanisław Chodorowski, пом. близько 1683) — шляхтич, військовик, урядник Корони Польської в Речі Посполитій. Представник спольщеного руського роду Ходорівських.

## Життєпис
Був подільським мечником у 1654 році, львівським стольником з 1657 року, вінницьким старостою з 1663 року (Станіслав-Ян Яблоновський відступив йому староство за дозволом короля). Невдовзі віддав львівське стольниківство молодшому брату Олександру-Стефану. З 1667 року був ротмістром козацької корогви (розформованої 1668 року, хоча формально її тоді було викреслено з компуту; на її чолі брав участь у кампанії 1671 року, значно відзначився з нею в 1672 році під Немировом під час виправи на татарські чамбули). Підписав вибір королем Міхала Корибута Вишневецького разом із Руським воєводством. У 1668 році (наступний раз — 1673 року) був каптуровим суддею, в 1674 році — маршалком каптурових судів Руського воєводства. У 1672 році: був підкоморієм львівським; Вишенський сеймик обрав його послом до короля М. К. Вишневецького; у листопаді виконував обов'язки маршалка кола лицарського Руського воєводства під Любліном. Разом із братом Олександром-Стефаном були прихильниками короля Яна III Собєського. У лютому 1673 року був одним з депутатів від «малконтентів» до перемовин з опонетами - прихильниками короля М. Вишневецького (у джерелах є відомості про випадок із вінницьким старостою, тобто з ним). 1676 року був послом на коронаційному сеймі, вибраний тоді депутатом до ревізії коронного скарбу.

### Сім'я
Дружина — Катажина з Яблоновських гербу Прус III (сестра великого коронного гетьмана Станіслава Яна Яблоновського); мали доньку Анну — дружину:
- Константія Вишневецького[3]
- Яна Кароля Дольського.